# Parco nazionale costiero del Beydağları
Il Parco nazionale costiero del Beydagları (in turco Beydağları Sahil Milli Parkı), Conosciuto anche come Parco Nazionale dell'Olympos Beydagları (in turco Olympos Beydağları Milli Parkı), è un parco nazionale situato nella provincia di Antalya, nel sud della Turchia.
Il parco nazionale fu istituito il 16 marzo 1972 con un decreto governativo. Si estende su una superficie di 34.425 ettari (pari a 344 Km²) a partire da Sarisu, a sud-ovest di Antalya sino a capo Gelidonya. Esso corre parallelamente al Mar Mediterraneo lungo il litorale da Kemer a Kumluca.
Gli antichi insediamenti di Olympos, Faselide e Idyros si trovano all'interno del parco nazionale, che si estende lungo i litorali delle antiche regioni della Panfilia e della Licia. La montagna più alta del parco è il Tahtalı Dağı. Il giacimento di gas in fiamme di Yanartas si trova ai piedi di questa montagna.
Il parco nazionale permette di effettuare attività come sport da spiaggia e marini, picnic, campeggio, trekking, alpinismo, parapendio, ecc. Il Parco Nazionale è uno dei più grandi parchi del paese.

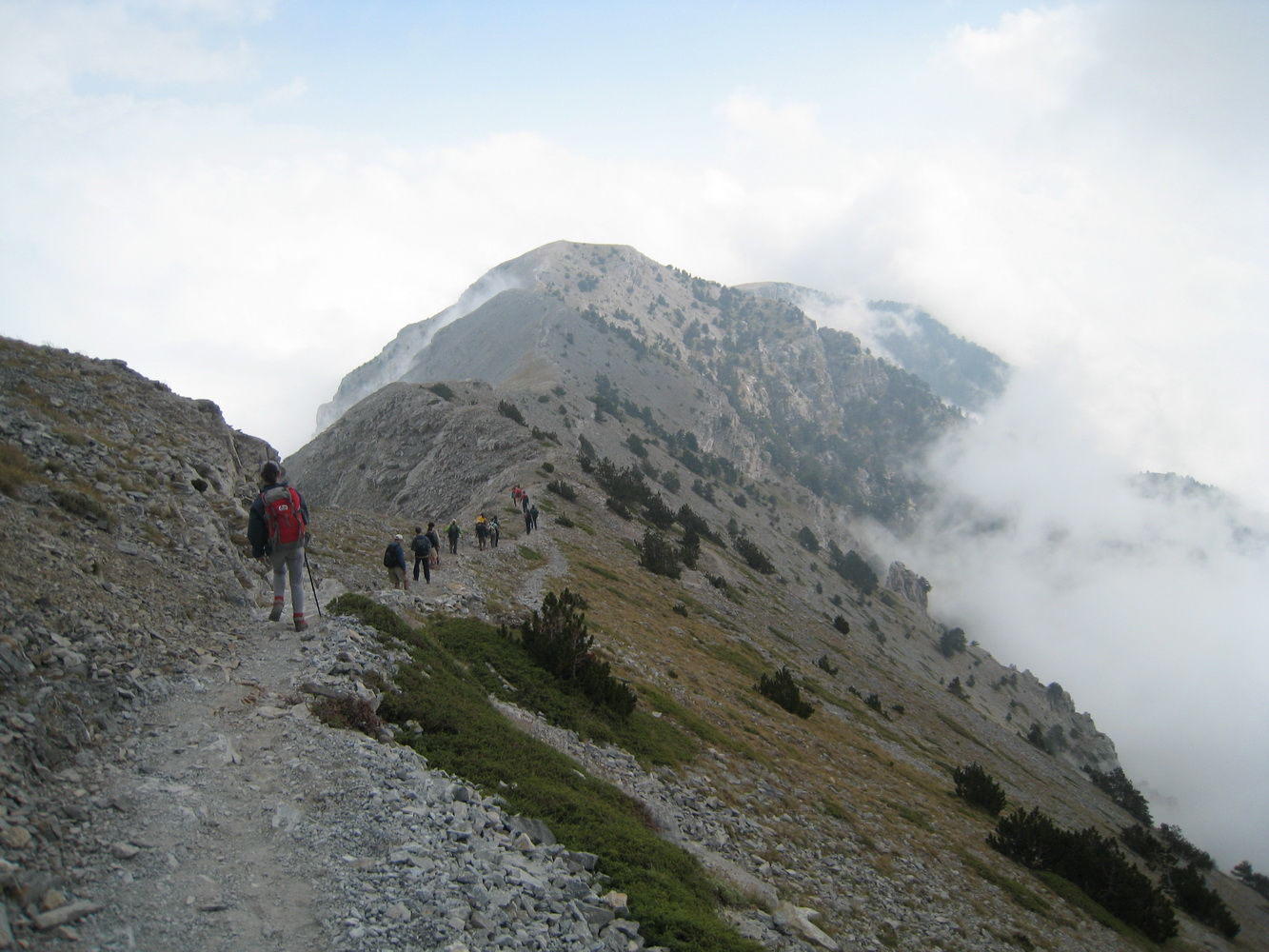
Trekking sul Monte Olympos.